# 科羅薩爾鼠
科羅薩爾鼠（學名Puertoricomys corozalus），是屬於哺乳綱嚙齒目棘鼠科的一種動物，現已滅絕。該物種是位於北美洲加勒比海的波多黎各的特有種。